# 熊維卿
熊維卿（1578年—？年），字以世，號松門，江西南昌府南昌縣人，民籍，明朝政治人物。

## 生平
庚子江西鄉試四十七名舉人，萬曆三十八年庚戌科會試二百八名，第三甲第一百二十八名進士。刑部觀政，授湖廣永州府祁陽知縣，四十一年致政。

## 家族
曾祖熊佐，安吉州判、以子熊浃貴贈光祿大夫太子太保吏部尚書；祖熊湋，化州知州；父熊𤪠（壎、王熏）；母謝氏。永感下，妻鍾氏。兄熊爌（柳州知府）；維易（新會主簿）；維持（庠生）；熊維膏（南京刑部郎中）；熊維鏜（甲午舉人、新會知縣）；熊維新（庚子舉人）。弟維夏（庠生）；維臣；維鎬；維彥（庠生）。子曰慤；曰慧；曰㦂；曰懃。